# Lindsay Thomas
Robert Lindsay Thomas, född 20 november 1943 i Patterson i Georgia, är en amerikansk demokratisk politiker. Han var ledamot av USA:s representanthus 1983–1993.
Thomas utexaminerades 1965 från University of Georgia. Han var sedan verksam som investmentbankir och jordbrukare. Thomas efterträdde 1983 Bo Ginn som kongressledamot och efterträddes 1993 av Jack Kingston.